# Palimna subrondoni
Palimna subrondoni là một loài bọ cánh cứng trong họ Cerambycidae.